# Assetto Corsa
Assetto Corsa è un simulatore di guida italiano sviluppato da Kunos Simulazioni per Microsoft Windows, PlayStation 4 e Xbox One. Il gioco è inizialmente uscito attraverso il progetto Early Access di Steam nel 2014.

## Modalità di gioco
Il gioco presenta 2 modalità di gioco: carriera e gioco libero. Nella carriera si svolgono una serie di eventi partendo da auto stradali fino alla F1. Nel gioco libero sono disponibili diverse opzioni tra cui la pratica, gli eventi speciali, dove vengono offerte delle sfide con vetture particolari, e i campionati. Il gioco offre anche un comparto online.
Il gioco contiene diversi marchi di auto tra cui: Abarth, Aston Martin, Mercedes, Ferrari, Ford, Lotus, McLaren, Maserati, Lamborghini, Alfa Romeo, BMW. Come piste invece: Monza, Silverstone, Nurburgring, Montmeló, Vallelunga, Spa Francorchamps.

## Sviluppo
Kunos Simulazioni ha sviluppato Assetto Corsa grazie all'esperienza maturata con lo sviluppo di netKar Pro e Ferrari Virtual Academy. Inizialmente per lo sviluppo del gioco era stato preso in considerazione il motore di gioco Unity, poi abbandonato poiché incompatibile con le idee degli sviluppatori; si decise così di utilizzare un motore grafico proprietario. Il gioco fu scritto utilizzando il linguaggio di programmazione C++ per la parte della simulazione, e fu utilizzato il Go per il multiplayer. Le librerie grafiche utilizzate sono le DirectX 11.

## Distribuzione
Il gioco è uscito attraverso il programma Early Access di Steam il 22 febbraio 2013. Questo servizio consente agli sviluppatori di pubblicare un prodotto funzionante ma non ancora completo, per consentire agli utenti di acquistare il titolo e contribuire a fornire finanziamenti. La Release Candidate, una versione quasi completa del gioco è uscita il 15 ottobre 2014. La versione definitiva è stata invece pubblicata il 19 dicembre 2014. Il 26 agosto 2016 è stata distribuita la versione per PS4 e Xbox One.

## Accoglienza
Il gioco ha vinto il Premio Italiano per la Miglior Realizzazione Tecnica agli Italian Video Game Awards del 2014.